# 长竹园乡
长竹园乡，是中华人民共和国河南省信阳市商城县下辖的一个乡镇级行政单位。

## 行政区划
长竹园乡下辖以下地区：
汪冲村、纸棚村、新建村、关门河村、周湾村、两河口村、上峰山村、张花店村、枣树榜村、武畈村、肖畈村、五里山村、蛇山村、马堰村、陈湾村、王畈村、大埠河村、黄柏山村、百战坪村、前河村、磨盘山村和药铺村。

## 中国传统村落
2013年8月，张花店村何家冲、汪冲村四方洼被评为第二批中国传统村落。